# Jan van Huysum
Jan van Huysum, o Huijsum (Amsterdam, 15 aprile 1682 – Amsterdam, 8 febbraio 1749), è stato un pittore e disegnatore olandese, specializzato nella pittura di fiori e frutta.

## Biografia

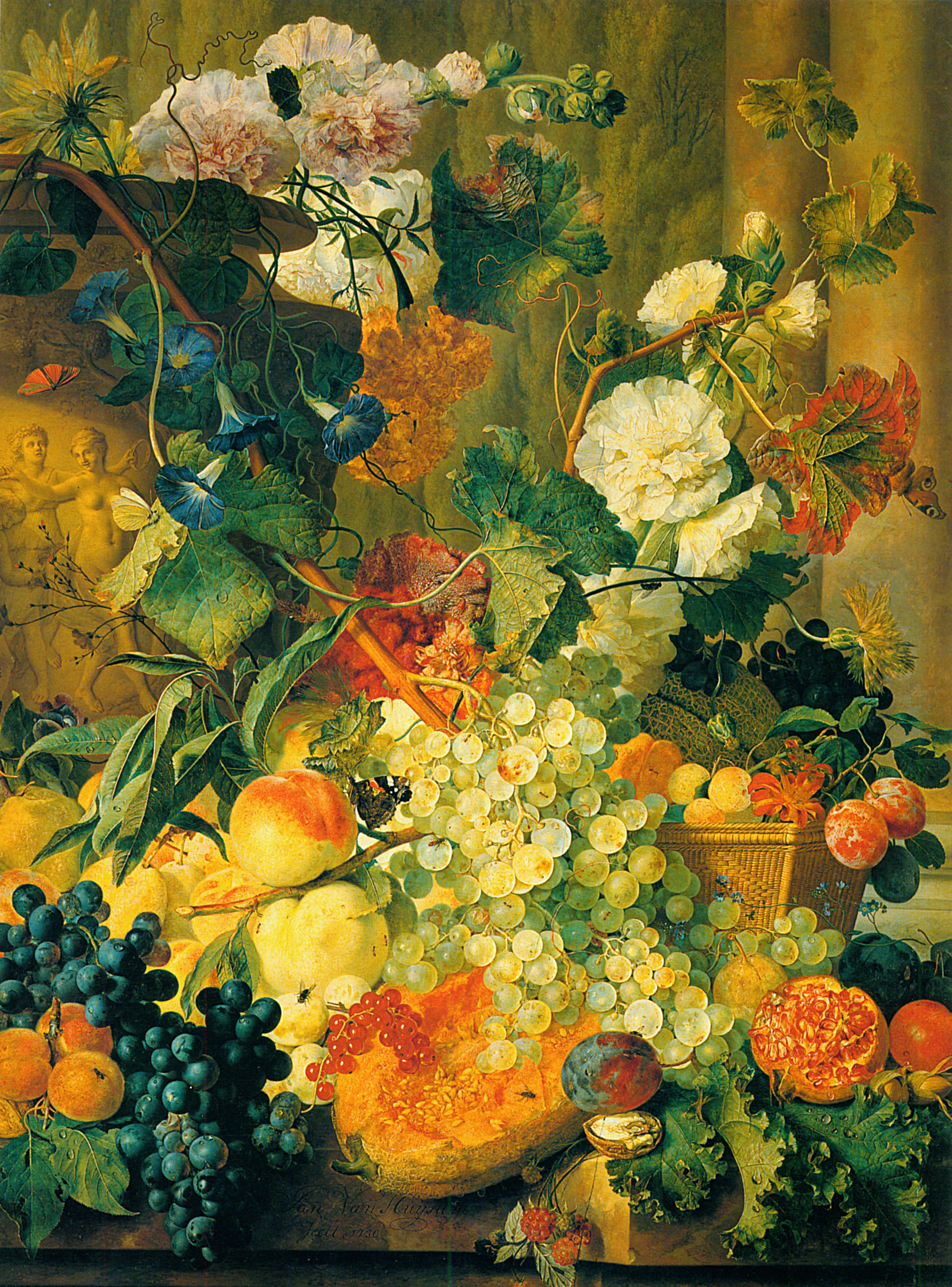
Fiori, frutta, farfalle e altri insetti (1730)

Figlio di Justus van Huysum I, pittore di fiori e paesaggi, dipingeva paesaggi classici, ma è famoso per essere, assieme a Rachel Ruysch, un'importante esponente della pittura floreale olandese, tradizione che portò avanti fino alla metà del XVIII secolo dipingendo nature morte con fiori e frutta. Questo particolare tipo di natura morta, nasce dalla passione, tutta olandese, per la natura e in particolare per i fiori. Gli elementi naturali diventano protagonisti dell'arte, non mere decorazioni accanto a soggetti più importanti, come ad esempio soggetti storici o religiosi.
Jan van Huysum fu istruito nell'arte della pittura dal padre, che assisteva nell'esecuzione di vari soggetti, ma la sua particolare predisposizione nel dipingere fiori e frutta lo spinse a dedicarsi esclusivamente a questa branca della pittura dopo Abraham Mignon e Jan Davidszoon de Heem.
La sua passione per i fiori sembra fosse innata, infatti, fin da bambino, era attratto dai loro brillanti colori e amava coltivare un piccolo pezzo di giardino e osservare per ore il frutto del suo lavoro.
Le sue opere sono caratterizzate da brillanti effetti di luce, ottimo disegno e dettagli accuratamente rifiniti, denotando, contrariamente al solito, il passaggio da una pittura giovanile puramente decorativa ad una pittura particolarmente aderente alla realtà e dettagliata in età matura e persino in età avanzata, studiando attentamente il mondo che lo circondava. Una volta, addirittura, inviò una lettera ad una committente, affermando che avrebbe consegnato il lavoro un anno più tardi, poiché non era in grado di ottenere una rosa gialla sufficientemente simile al reale e quindi non poteva terminare il dipinto.
È considerato uno dei migliori pittori in questo genere non solo per la rappresentazione particolarmente realistica delle sue nature morte, ma anche per l'efficace e artistica disposizione dei vari elementi nelle opere, nella scelta dei soggetti più belli, sia per forma che per colore e per la capacità di riprodurre la delicata consistenza e la vitalità presente in natura.
Le sue nature morte di fiori sono ricche delle migliori varietà disponibili a quel tempo, disposte in vasi di forma elegante su tavoli di marmo, a volte con accanto un nido d'uccelli con uova, un rametto d'albero o un garofano, posizionati vicino, come se spostati dal gruppo per sbaglio, una lumaca strisciante o una farfalla a caccia di nettare.
Generalmente, van Huysum dipingeva i suoi quadri in coppie: una composizione di fiori aveva una corrispondente composizione di frutta in cui egli introduceva la medesima varietà di tipi per gratificare sia la vista che il gusto. Tante varietà di frutta erano disposte artisticamente alla rinfusa su un tavolo di marmo, con un topolino intento a mangiare o una serie di ninfe e cupidi per ulteriore decorazione classica.
Ma oltre a questo tipo di nature morte, l'artista dipingeva anche paesaggi, prendendo probabilmente a modello Johannes Glauber. Secondo Stanley, i paesaggi di piccole dimensioni sono i meglio riusciti, risultando quelli più grandi poco efficaci. Dipinse anche un autoritratto, ora ad Oxford.
Van Huysum ruppe con la precedente tradizione di nature morte di fiori e frutta brillantemente colorate.
I colori chiari utilizzati, gli sfondi persino più chiari e l'ampiezza delle sue intricate composizioni divennero una caratteristica distintiva della pittura floreale del XVIII secolo.
Fu anche un prolifico disegnatore, utilizzando le sue opere sia come schizzi preparatori per i suoi dipinti che come lavori finiti.
Come molti altri artisti, van Huysum immaginava che rivelare il suo metodo di miscelazione e di utilizzo dei colori avrebbe permesso ad altri pittori di rivaleggiare con lui; per questo motivo non voleva che nessuno, nemmeno i suoi fratelli, lo vedessero mentre lavorava. L'unico allievo a cui permise di vederlo al lavoro fu la signorina Margaretha Haverman, che fu anche la sua migliore allieva, ma quando questa iniziò ad avvicinarsi a lui nell'arte pittorica, divenne così geloso da impedirle di entrare in casa.
Quest'artista ebbe la fortuna di vedere le sue opere particolarmente apprezzate quando era ancora in vita.
Tra i suoi mecenati vi furono principi, teste coronate e ricchi collezionisti privati, anche al di fuori dei Paesi Bassi, come l'inglese Horace Walpole. Fu pagato con somme elevate per la sua arte. I suoi dipinti raggiunsero i 1.450 fiorini olandesi nelle aste.
Ebbe parecchi imitatori e seguaci tra cui il fratello Jacob, Gérard van Spaendonck e suo fratello Cornelis.

## Opere
- Malvone ed altri fiori in un vaso, olio su tela, 62 x 52 cm, c. 1710, National Gallery, Londra[2]
- Paesaggio con ragazza che raccoglie fiori ed una tomba ombreggiata da alberi, firmato Jan van Huysum, 1717[12]
- Vaso di fiori in una nicchia, olio su legno, 80 x 61 cm, 1720-1740, Museo del Louvre, Parigi[2]
- Fiori, olio su tela, 79 x 60 cm, 1722, Museo dell'Ermitage, San Pietroburgo[2]
- Fiori e frutta, olio su pannello, 80 x 61 cm, 1723, Museo dell'Ermitage, San Pietroburgo[2]
- Bouquet di fiori in un'urna, olio su tela, 1724, Los Angeles County Museum of Art, Los Angeles[2][13]
- Vaso con fiori, acquerello, 475 x 356 mm, 1726, Museo del Louvre, Parigi[2]
- Natura morta con fiori e frutta, olio su pannello, 66,5 × 52 cm, 1728-1729, Rijksmuseum, Amsterdam[2][14]
- Fiori e frutta in un cesto e su un davanzale di legno con farfalle ed altri insetti, olio su pannello, 78 x 60 cm, 1730[15]
- Natura morta con frutta e fiori, olio su pannello, 80 x 60,3 cm, 1731, firmato[16]
- Natura morta con fiori e frutta su un davanzale di marmo, olio su pannello, 79,9 x 60,2 cm., 1730-1735, firmato[17]
- Fiori, frutta e insetti, olio su pannello, 81 × 61 cm, 1735, Alte Pinakothek, Monaco di Baviera[18]
- Natura morta con fiori, olio su pannello, 81 x 61 cm, 1734, collezione privata[2]
- Fiori in un vaso di terracotta, olio su tela, 133,5 x 91,5 cm, luglio 1736, National Gallery, Londra[19]
- Natura morta con fiori, frutta ed insetti, olio su pannello, 79 × 59 cm, prima metà del XVIII secolo, Wallace Collection, Londra[20]
- Vaso di fiori - Blomsterstykke, prima metà del XVIII secolo, Statens Museum for Kunst, Copenaghen[21]
- Fiori e frutta, olio su pannello, 81 × 61 cm, prima metà del XVIII secolo, Rijksmuseum, Amsterdam[22]
- Cesto di fiori su davanzale di marmo, olio su pannello, 40 x 33 cm[23]
- Natura morta con grappoli d'uva, pesche ed insetti su un tavolo[24]
- Paesaggio con rovine ed un ponte, olio su pannello, 23 x 29 cm, Museo del Louvre, Parigi[2][12]
- Cesto di fiori, olio su pannello, Alte Pinakothek, Monaco di Baviera[2]
- Autoritratto, Ashmolean Museum, Oxford[2]
- Vaso di fiori, olio su vetro,  63 x 50 cm, Galleria Palatina, Firenze[2]
- Fiori in un vaso di terracotta su un davanzale di marmo, olio su pannello di legno, 80 x 61 cm, firmato[25]
- Paesaggio con bagnanti, firmato Jan van Huysum fe.[12]